# Curtiss NC-4
Curtiss NC-4 – amerykański wodnosamolot w układzie łodzi latającej, firmy Curtiss. Pierwsza maszyna cięższa od powietrza, która przeleciała nad Atlantykiem. W maju 1919 roku NC-4 pokonał w dziewiętnastodniowym locie z międzylądowaniami Ocean Atlantycki.
Pomysł przelotu nad oceanem był wynikiem idei jeszcze z czasów I wojny światowej, podczas której alianckie statki były masowo atakowane przez okręty podwodne nieprzyjaciela. Projektanci zaczęli wtedy myśleć nad samolotem zdolnym pokonać trasę ze Stanów Zjednoczonych do Europy za pomocą swojego napędu.

## Lot transatlantycki
Misja lotu transatlantyckiego rozpoczęła się 8 maja 1919 roku. Maszyna została zbudowana na podstawie dwóch innych łodzi latających: NC-1 i NC-3. 16 maja NC-4 wyruszyła z Nowej Fundlandii by pokonać najdłuższy odcinek trasy – do Azorów. Udało to się osiągnąć po 15 godzinach lotu i dość szczęśliwym lądowaniu okupionym usterkami. Po niezbędnych naprawach, zespół ruszył dalej i 27 maja wylądował w Lizbonie, Portugalia. Był to pierwszy w historii ludzkości przelot nad Oceanem Atlantyckim. Łączny czas spędzony w powietrzu wyniósł 26 godzin. Później NC-4 poleciała do Anglii, by 31 maja w Plymouth świętować olbrzymi sukces.
Sukces trwał jednak bardzo krótko – wydarzenie zostało szybko przyćmione przez przelot Alcocka i Browna bez międzylądowania niespełna miesiąc później.

## Załoga
- Albert Cushing Read – dowódca/nawigator
- Walter Hinton – pilot
- Elmer F. Stone – pilot
- James L. Breese – inżynier lotu
- Eugene "Smokey" Rhoads – inżynier lotu
- Herbert Rood – operator radia pokładowego

Dodatkowo miał lecieć również E. H. Howard, ale tuż przed misją stracił w wypadku dłoń wskutek czego jego miejsce zajął Rhoads.
NC-4 jest aktualnie eksponowany w Naval Aviation Museum w Pensacola, Floryda.